# Clappertons frankolijn
Clappertons frankolijn (Pternistis clappertoni; synoniem: Francolinus clappertoni) is een vogel uit de familie fazantachtigen (Phasianidae). De wetenschappelijke naam van de soort is voor het eerst geldig gepubliceerd in 1826 door Children. De vogel is genoemd naar de Schotse ontdekkingsreiziger Hugh Clapperton.

## Voorkomen
De soort komt voor in het midden en noordoosten van Afrika en telt twee ondersoorten:
- P. c. clappertoni: van Mali tot westelijk Ethiopië
- P. c. sharpii: noordelijk en centraal Ethiopië en Eritrea.

## Beschermingsstatus
Op de Rode Lijst van de IUCN heeft de soort de status niet bedreigd.